# Vertrag von Wien (1657)
Der Vertrag von Wien (polnisch Umowa wiedeńska) wurde 1657 während des Zweiten Nordischen Kriegs in Wien zwischen dem polnisch-litauischen König Johann II. Kasimir und dem Kaiser Leopold I. geschlossen.

## Vorgeschichte
Polen-Litauen befand sich in den 1650er Jahren in einer schwierigen Lage. 1648 war der Chmelnyzkyj-Aufstand der Saporoger Kosaken ausgebrochen und 1655 fiel der schwedische König Karl X. Gustav in Polen-Litauen ein. Johann II. Kasimir suchte Unterstützung bei den Habsburgern. Einen ersten Beistandsvertrag hatte er bereits 1656 mit Ferdinand III. in Wien abgeschlossen. Ferdinand III. verstarb jedoch bereits drei Tage nach der Unterzeichnung. Auch war Johann II. Kasimir von der geringen Hilfe des Habsburgers enttäuscht.

## Beschlüsse
Leopold I. war bereit, Johann II. Kasimir mit 12.000 Mann gegen die Allianz von Schweden und Brandenburg zu unterstützen. Johann II. Kasimir sollte für den Unterhalt der Truppen aufkommen. Der Vertrag wurde im Mai 1657 unterzeichnet.

## Nachgang
Im Juni 1657 marschierte Johann II. Kasimir mit den Truppen Leopolds I. von Schlesien in Polen-Litauen ein und nahm den Kampf mit Karl X. Gustav auf.